# 親の投資
親の投資（おやのとうし、英: Parental investment、PI）は、進化生物学において、一人の子の利益のために親が支払うあらゆる資源（時間、エサ、エネルギーなど）を指すための用語。経済学の概念を転用したもの。

## 概要
現在育てている子の繁殖成功と、将来の親自身の繁殖成功はトレードオフの関係にある。この親による子育てのネガティブな効果の側面は、ロバート・トリヴァースによって明確に定義された。彼は経済学の概念を援用した「親の投資」という用語を初めて用い、「現在の子の生存と繁殖成功度を増加させるために、親が失う将来の繁殖可能性や他の子を育てるのに使用可能なあらゆる資源」と定義した。クラットン＝ブロックはこの概念を拡張し、投資される資源を「親が失うことになるあらゆる種類の適応度」と定義した。
繁殖は非常にコストがかかる行為である。個体が子をつくり育てることに当てられる資源や時間には限度がある。一匹の子を育てるためにそれらの時間や資源を費やせば、親自身の将来の生存や繁殖の機会を損なうことになる。すなわち、一匹の幼い子の要求に無制限に応えるのは、親自身の繁殖成功度の最大化に繋がるとはかぎらない。親は自分自身の生存の維持と子の要求のバランスをとり、利益とコストの差を最大化するよう選択を受ける。すなわち無事育つ子の数を最大化するような繁殖戦略が選択される。しかしながら通常は親の投資は子の生存と繁殖可能性を高める。子にとってはより多くの投資を親から引き出すことが自身の成功度を高めることになるが、親にとってはそうではない。この差が親子の対立を引き起こす原因となる。親の投資はメスだけによって行われる場合が最も多いが、両性によって行われる場合も、オスだけによって行われる場合もある。
親による子の世話は無脊椎動物から魚類、両生類、爬虫類、鳥類、ヒトを含むほ乳類まで様々な分類群で見られる。また子の成長の様々な段階で異なる世話が見られる。その中には子が生まれる前の行動も含まれる。たとえば巣作り、卵の防衛、子や卵の持ち運び、抱卵、有胎盤類の妊娠、ほ乳類の授乳、ヒトの教育などである。また親が子を捕食者から守るとき、親が負う負傷や死亡のリスクも親の投資の一部である。親の世話が包括適応度の上昇によって報われるとき、親の世話行動は進化すると考えられる。
通常、支払われた資源は親の適応度の減少によって計られる。親の投資は時に親の保護や世話と同一視されるが、より広範な意味を持つ概念である。この概念は生活史戦略の一部として研究されている。最も早い親の投資の概念はロナルド・フィッシャー（1930）によって「親の出費」と言う語によって提案された（フィッシャーの原理も参照のこと）。
トリヴァースの親の投資理論は、授乳、子育て、子の保護などの投資を一方の性の親がより大きく行うことで、投資量の少ない性にとって貴重資源となると予測する。そのため投資量の大きな方は配偶相手の選別に より慎重になり、投資量の少ない方は配偶相手を巡って強く争い、性選択の重要な原因になると予測した（ベイトマンの原理も参照のこと）。